# Be our guest
『Be our guest』（ビー アワー ゲスト）は、あづまゆきによる日本の漫画作品。『ヤングガンガン』にて2009年に2話掲載された。

## あらすじ
高校生の泉花鈴は料理が苦手だが、食堂を営む母が過労で倒れてから同級生の柿原玲二と共にピンチを乗り越えるべく奮闘する。
高校の文化祭で餃子の皮を利用したメニューを出品する。ウエイトレスの衣装は花鈴が作った。

## 登場人物
泉花鈴（いずみ かりん）
本作の主人公。高校2年生。料理は下手。裁縫は上手で浴衣等を作る。
柿原玲二（かきはら れいじ）
花鈴の同級生にして幼馴染。花鈴の母に料理を習っていて既にかなりの腕前。
泉ゆかり（いずみ ゆかり）
花鈴の母,大衆食堂ゆかり亭を営むが過労で倒れる。